# T͟h
Cette page contient des caractères spéciaux ou non latins. S’ils s’affichent mal (▯, ?, etc.), consultez la page d’aide Unicode.
Le TH double macron souscrit,  t͟h est un digramme de l’alphabet latin, utilisé dans l’écriture de l’uduk. Il est formé d’un T et d’un H, avec un double macron souscrit.

## Représentation informatique
Le digramme ‹ t͟h › ne peut être représenté qu’avec l’aide de plusieurs caractères Unicode (latin de base, diacritiques) :
| formes    | représentations | chaînes de caractères | points de code       | descriptions                                                                |
| --------- | --------------- | --------------------- | -------------------- | --------------------------------------------------------------------------- |
| capitale  | T͟H              | T◌͟H                   | U+0054 U+035F U+0048 | lettre majuscule latine t diacritique accent aigu lettre majuscule latine h |
| minuscule | t͟h              | t◌͟h                   | U+0074 U+035F U+0068 | lettre minuscule latine t diacritique accent aigu lettre minuscule latine h |